# Futbol'nyj Klub Avtodor Vladikavkaz
Il Futbol'nyj Klub Kryl'ja Avtodor Vladikavkaz (in russo Профессиональный футбольный клуб Автодор Владикавказ?), meglio nota come Avtodor Vladikavkaz o Avtodor è stata una società calcistica russa con sede nella città di Vladikavkaz.

## Storia
Fondata nel 1983, prese parte ai campionati sovietici solo nel 1990, partendo dalla quarta serie. Con la Dissoluzione dell'Unione Sovietica fu collocata nella terza serie russa: qui vinse immediatamente il proprio girone, ottenendo l'accesso alla seconda serie. Dopo due stagioni in seconda serie nel 1994 finì diciottesimo in classifica, retrocedendo. Da allora ha sempre militato in terza serie, fino al fallimento avvenuto nel 2011.
Tra il 1992 e il 1994 fu noto col nome di Avtodor-Olaf Vladikavkaz; tra il 1995 e il 1997 cambiò nome in Avtodor-BMK Vladikavkaz; dal 1998 tornò a chiamarsi Avtodor Vladikavkaz.

## Palmarès
- PPF Ligi: 1

1992 (Girone 2)

## Statistiche e record

### Partecipazione ai campionati

#### Unione Sovietica
| Livello | Categoria            | Partecipazioni | Debutto | Ultima stagione | Totale |
| ------- | -------------------- | -------------- | ------- | --------------- | ------ |
| 4º      | Vtoraja Nizšaja Liga | 2              | 1990    | 1991            | 2      |

### Russia
| Livello | Categoria       | Partecipazioni | Debutto | Ultima stagione | Totale |
| ------- | --------------- | -------------- | ------- | --------------- | ------ |
| 2º      | Pervaja liga    | 2              | 1993    | 1994            | 2      |
| 3º      | Vtoraja liga    | 3              | 1992    | 1997            | 16     |
| 3º      | Vtoroj divizion | 13             | 1998    | 2010            | 16     |